# Fluorocarbure

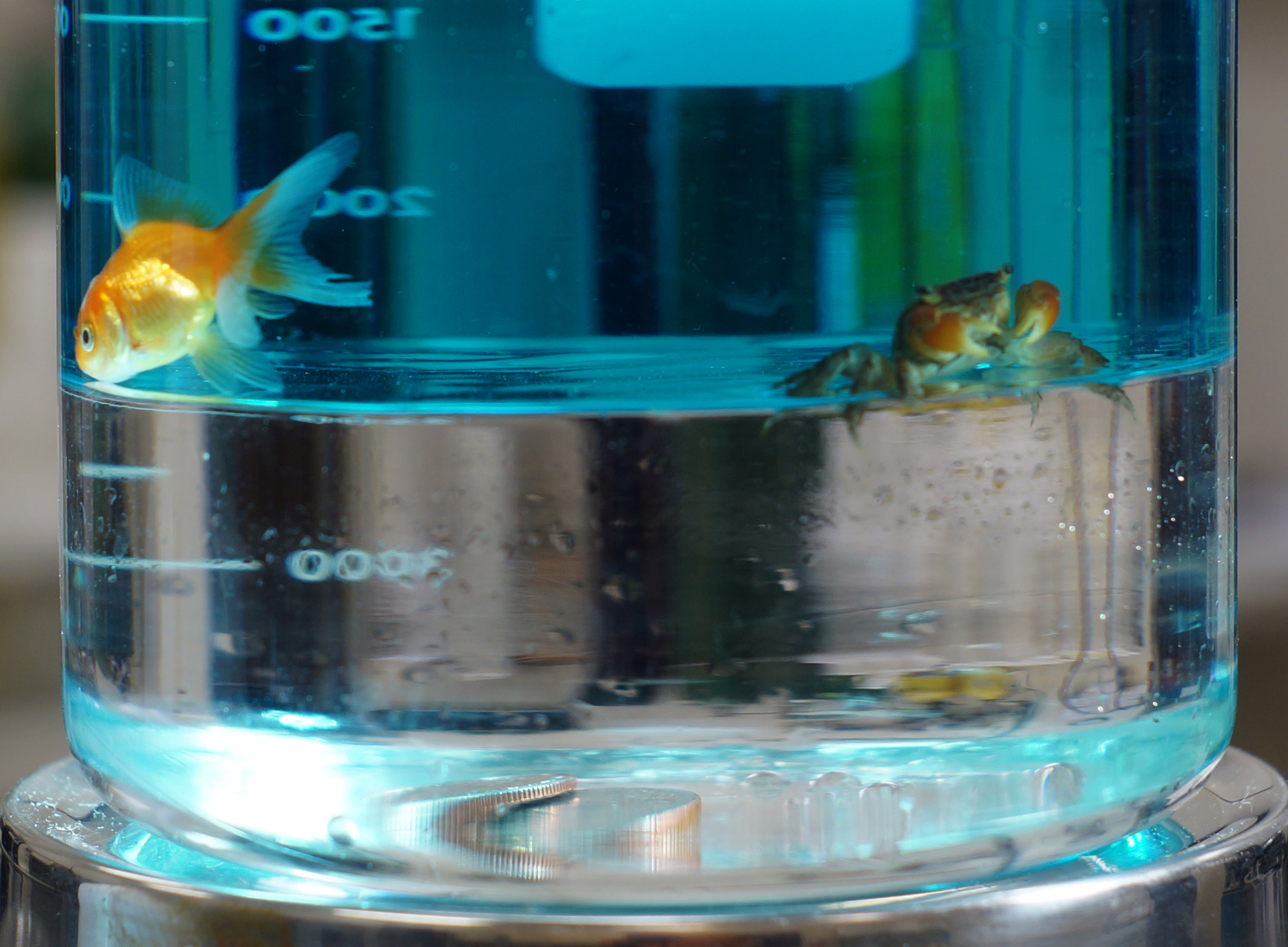
Le perfluoroheptane est un fluorocarbure plus dense que l'eau.

Les fluorocarbures (FC) sont une sous-famille des halogénoalcanes, ou le seul halogène présent est le fluor.

## Typologie
On peut diviser cette famille en deux catégories :
- les composés où tous les atomes d'hydrogène ont été substitués par des atomes de fluor : on parle dans ce cas de perfluorocarbures (PFC) ;
- les composés où seule une partie des atomes d'hydrogène a été substituée par des atomes de fluor : on parle alors d'hydrofluorocarbures (HFC).

## Propriétés
Les fluorocarbures sont considérés comme d'excellents solvants de l'oxygène.